# المرتضى الشهرزوري
أبو محمد عبد الله بن القاسم بن المظفر بن علي (شعبان 465هـ/أبريل 1073م - ربيع الأول 511هـ/يوليو 1117م) ويُعرَف بالمرتضى الشهرزوري. هو شاعر ومُحدِّث وفقيه من الموصل عاش في القرن الخامس الهجري.

## سيرته
ولِدَ عبد الله بن القاسم بن المظفر في مدينة الموصل في سنة 465هـ، وانتقل في فترةٍ من حياته إلى بغداد، فعكف هناك على دراسة علوم الحديث النبوي والفقه الإسلامي، ثُمَّ عاد إلى الموصل وتولَّى القضاء في المدينة، وظلَّ في الموصل إلى آخر حياته. أجاد الشهرزوري إلقاء الخطب والمواعظ، ونظم الشعر، وكانت قصائدة ذات صبغة صوفيَّة إسلاميَّة. تُوفِّي المرتضى الشهرزوري في سنة 510هـ.